# SS Cretic (1903)
SS Cretic byl parník vybudovaný v loděnicích Hawthorn, Leslie & Co. Ltd. původně pod jménem Hanoverian pro společnost Leyland Line. Na svou první plavbu z Liverpoolu do Bostonu vyplul 19. července 1902. V roce 1903 byl předán White Star Line, přejmenován na Cretic a sloužil nadále na linkách do Bostonu. Během 1. světové války sloužil jako transportní loď. V roce 1923 byl předán zpět Leyland Line a přejmenován na Devonian. Sloužil až do roku 1928, kdy byl odstaven. Nakonec byl roku 1929 sešrotován.